# 1975년 세금 감면법
미국의 1975년 세금 감면법(영어: Tax Reduction Act of 1975)은 1974년 납세 의무에 대해 10%의 환급(최대 200달러)을 제공했다. 이 법은 각 납세자와 부양가족에 대해 임시로 30달러의 일반 세액 공제를 신설했다.
이 법은 당시 특정 개인에게 소득세 공제를 제공했던 근로소득세액공제 (EITC)를 시작했다. EITC는 최소 한 명의 부양가족이 있고, 가계를 유지하며, 연간 근로소득이 8,000달러 미만인 개인에게 세액 공제를 제공했다. 근로소득이 4,000달러 미만인 개인에 대한 세액 공제는 400달러였다. 연간 소득이 4,000달러에서 7,999달러 사이인 개인에 대한 세액 공제는 400달러 미만이었다.
투자 세액 공제는 1976년까지 임시로 10%로 인상되었다.
최소 표준 공제는 1년 동안 임시로 1,900달러(합동 신고)로 인상되었다.
1년 동안 백분율 표준 공제는 조정 총소득의 16%로 인상되었으며, 합동 신고 시 최대 2,600달러, 단독 신고 시 2,300달러, 개별 신고 시 1,300달러였다.
이 법안은 1975년 3월 29일 대통령 제럴드 포드가 서명하여 공법 94–12가 되었다.